# Methanobrevibacter
En taxonomía, Methanobrevibacter es un género dentro de Methanobacteriaceae. Las especies dentro de Methanobrevibacter son anaerobias obligadas que producen metano, por lo más mediante la reducción de dióxido de carbono con hidrógeno. La mayoría de ellas viven en los intestinos de los organismos más grandes, tales como termitas, y son responsables de las grandes cantidades de gases de efecto invernadero que producen. Mbr. smithii, que se encuentra en el intestino humano, tiene implicaciones en la obesidad.

## Nomenclatura
El nombre Methanobrevibacter tiene raíces latinas y griegas. Methanum es latino para metano, brevi es latino para corto, y bacter es griego para barra.
Estudios formales reconocen las abreviaturas M., Mbb., y Mbr., como en M. smithii, Mbb. smithii, y Mbr. smithii.

## Otras lecturas

### Revistas científicas
- Balch WE; Fox GE; Magrum LJ; Woses CR et al. (1979). «Methanogens: reevaluation of a unique biological group». Microbiol. Rev. 43 (2): 260-296. PMC 281474. PMID 390357.

- Dighe, Abhigit S; Jangid, Kamlesh; Gonzalez, Jose M; Pidiyar, Vyankatesh J; Patole, Milind S; Ranade, Dilip R; Shouche, Yogesh S (5 de mayo de 2004). «Comparison of 16S rRNA gene sequences of genus Methanobrevibacter». BMC Microbiology 4: 20. doi:10.1186/1471-2180-4-20.

- Li, Zhi Peng; Liu, Han Lu; Jin, Chun Ai; Cui, Xue Zhe; Jing, Yi; Yang, Fu He; Li, Guang Yu. «Differences in the Methanogen Population Exist in Sika Deer (Cervus nippon) Fed Different Diets in China». Microbial Ecology 66 (4): 879-888. doi:10.1007/s00248-013-0282-4.

### Bases de datos científicos
- Pubmed
- Pubmed Central
- Google Scholar